# Frédéric Charpin
Frédéric Charpin, né le 2 août 1883 à Saint-Martin-de-Castillon dans le Vaucluse et mort pour la France à Courbesseaux dans le département de la Meurthe-et-Moselle le 25 août 1914, est un journaliste régionaliste français du XXe siècle. Son nom est inscrit au Panthéon parmi les 560 écrivains morts au combat pendant la Première Guerre mondiale.

## Biographie
Frédéric Marie Césaire Théophile Charpin, né le 2 août 1883 à Saint-Martin-de-Castillon est le fils de François Théophile Charpin (1848-1931), employé de commerce et de Marie Joséphine Larmet (1859-1906).  
D'abord scolarisé au collège catholique d'Aix-en-Provence où il est licencié ès lettres à 18 ans, il vient poursuivre ses études à Paris, au lycée Henri-IV puis au lycée Louis-le-Grand, afin de préparer le concours d'entrée à l'École normale supérieure. Au lycée Henri-IV, il est en classe avec un autre provençal, Émile Ripert, et ils ont pour professeur de lettres Henri Chantavoine.  
Début 1902, le philologue allemand Edouard Koschwitz lui demande d'écrire, pour une revue allemande pour l'enseignement du français, un compte-rendu sur l'ouvrage écrit en allemand par le poète Nikolas Welter sur Théodore Aubanel. À la suite de cette expérience, il réalise en 1904, avec Jean et Jules Waldner, la traduction en français de l'ouvrage de Nikolas Welter,.  
Admissible à l'École normale supérieure en juillet 1903, il échoue aux épreuves orales et renonce à la carrière universitaire pour se consacrer avec Jean Charles-Brun à la fondation de L'Action régionaliste, le journal de la Fédération régionaliste française dont il est secrétaire-adjoint, puis rédacteur en chef.  
Il fait son service militaire au 3e régiment d'infanterie de novembre 1904 à septembre 1905. Passé dans la réserve, il est nommé sergent en 1906, sous-lieutenant en 1909 et lieutenant de réserve en 1913.  
En parallèle, il suit les cours de l'École pratique des hautes études comme auditeur en 1905-1906 et présente des travaux sur la poésie populaire en Provence dans le cadre de la conférence d'Antoine Thomas, directeur d'études en philologie romane. Le poète provençal Frédéric Mistral dit de lui : « Vivo Frédéric Charpin, ni ennuyeux ni maussade, vif et gai comme une fauvette sur un pin ! »,.  
En 1906, il fonde la Bibliothèque régionaliste aux Éditions Bloud et Cie, dont l'ambition est de constituer une « vaste anthologie des provinces françaises » et qui compte 25 volumes avant le début de la Première Guerre mondiale, dont plusieurs sont couronnés de prix de l'Académie française.   
En décembre 1910, il est nommé secrétaire chargé de la rédaction de La Réforme sociale, la publication de la Société internationale des études pratiques d'économie sociale, auprès de Ferdinand Lepelletier.   
Il épouse Alphonsine Hortense Marie Bioche (1888-1934), fille de Charles Bioche, professeur de mathématiques au lycée Louis-le-Grand, le 21 février 1911 à la mairie du 6e arrondissement de Paris. Ses témoins sont les professeurs d'histoire Georges Blondel et Pierre Imbart de La Tour.
Rappelé à l'activité en août 1914 comme lieutenant à la 22e compagnie du 237e régiment d'infanterie, Frédéric Charpin est tué le 25 août 1914 à Courbesseaux,,. Il est inhumé à la nécropole nationale de Courbesseaux (sépulture 195).
Quelques jours avant sa mort, il écrit à sa femme : « Nous avons commis des fautes, mais la France a toujours été généreuse et je crois qu'elle aura la victoire. Si le sacrifice de ma vie est nécessaire non seulement dans un intérêt militaire, mais aussi en expiation, je l'offre de toute ma volonté ».

## Œuvres principales
- Théodore Aubanel, un chantre provençal de la beauté de Nikolas Welter, traduction, 1904
- La Question religieuse, 1908

## Distinctions
- Chevalier de la Légion d'honneur, à titre posthume, Journal officiel du 8 juillet 1922[20].
- 1915 : Académie française - Prix Montyon[21]

## Hommages
- Le nom de Frédéric Charpin est inscrit au Panthéon dans la liste des 560 écrivains morts pour la France[22].
- Son nom figure sur les plaques commémoratives du collège catholique sur le mur de la chapelle des Jésuites à Aix-en-Provence ; du lycée Henri-IV, du lycée Louis-Le-Grand et de la Sorbonne à Paris ; sur le monument aux morts de Saint-Martin-de-Castillon et sur le monument aux Parisiens morts pendant la Première Guerre[23].